# USS Mississippi (BB-41)
USS Mississippi (BB-41) później (AG-128) był amerykańskim pancernikiem typu New Mexico, trzecim okrętem United States Navy noszącym nazwę pochodzącą od stanu Nowy Meksyk.  Stępkę pod okręt położono 5 kwietnia 1915 w stoczni Northrop Grumman Newport News w Newport News.  Wodowanie odbyło się 25 stycznia 1917, matką chrzestną okrętu była Camelle McBeath, a pierwszym dowódcą pancernika został kapitan J.L. Jayne.

## I wojna światowa
Po odbyciu ćwiczeń w pobliżu Wirginii "Mississippi" popłynął 22 marca 1918 na szkolenie do zatoki Guantánamo na Kubie. Miesiąc później wrócił do Hampton Roads i pływał pomiędzy Bostonem i Nowym Jorkiem do momentu udania się na zimowe manewry na Morzu Karaibskim 31 stycznia 1919.

## Okres międzywojenny

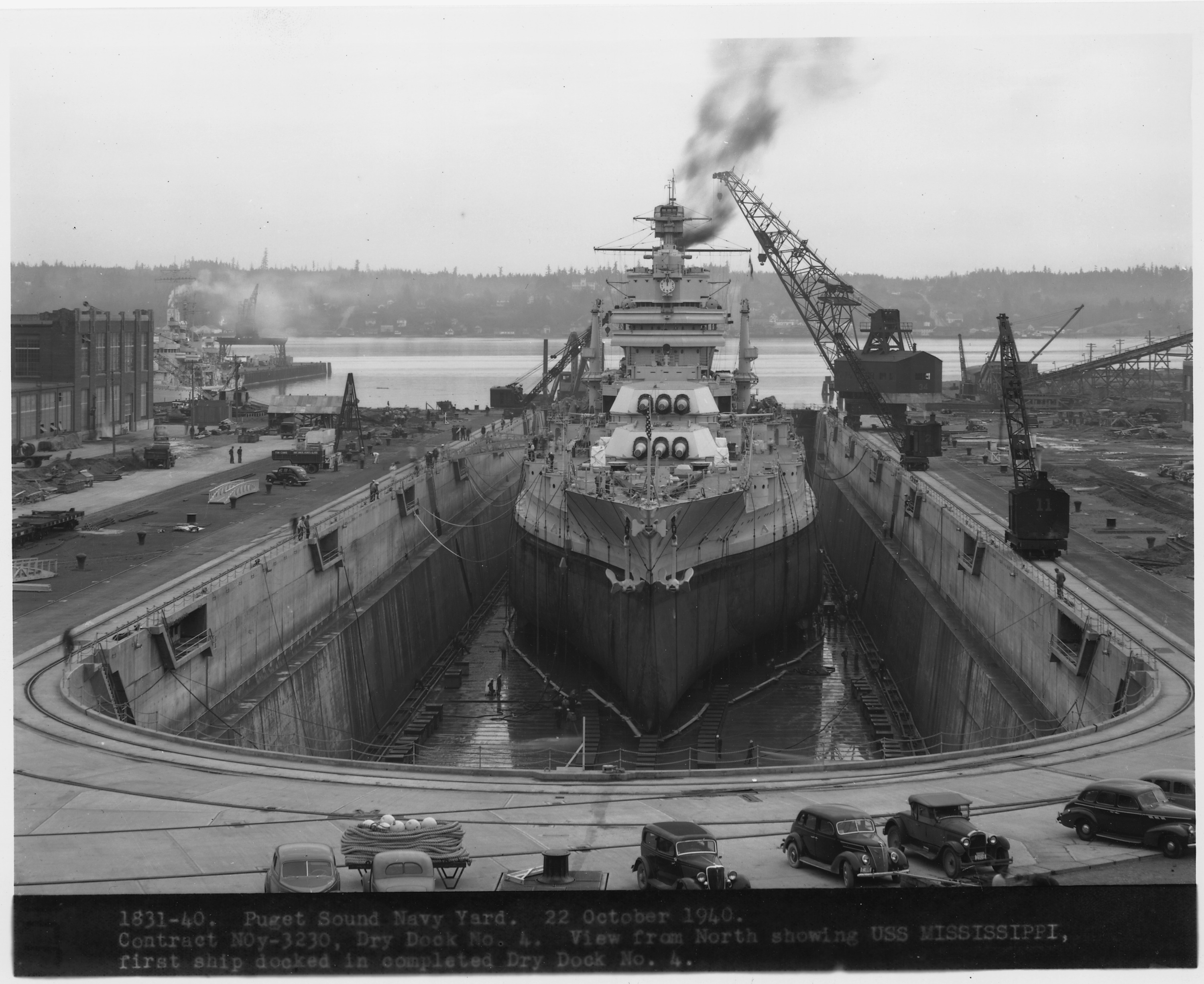
USS "Mississippi" w suchym doku stoczni Puget Sound, 22 października 1940

19 lipca 1919 okręt rozpoczął rejs w kierunku zachodniego wybrzeża USA. Po dotarciu do nowej bazy w San Pedro, Kalifornia, pancernik operował wzdłuż wybrzeża przez następne cztery lata, przechodząc czasem na Morze Karaibskie podczas zimowych manewrów.
Podczas ćwiczeń artyleryjskich 12 czerwca 1924 w pobliżu San Pedro 48 ludzi zostało uduszonych w rezultacie eksplozji w wieży numer 2 artylerii głównej. 15 kwietnia 1925 okręt wypłynął z San Francisco na grę wojenną w pobliżu Hawajów, a następnie udał się do Australii w ramach podróży dobrej woli. Wrócił na zachodnie wybrzeże 26 września i podjął tam dalsze ćwiczenia. W tym rejonie spędził kolejne cztery lata.
"Mississippi" wszedł do stoczni Norfolk Navy Yard 30 marca 1931 w celu odbycia przeglądu i modernizacji. Wyszedł ponownie w morze we wrześniu 1933. Przeszedł przez Kanał Panamski 24 października 1934 i popłynął z powrotem do swojej bazy w San Pedro. Przez następne cztery lata ponownie czas spędzał na ćwiczeniach, szkoleniach i zimowych manewrach na Karaibach.

## II wojna światowa
Okręt wrócił do 16 czerwca 1941 i przygotowywał się do służby patrolowej na północnym Atlantyku. Wypłynął w Newport w stanie Rhode Island płynąc w eskorcie konwoju zmierzającego do Hvalfjörður na Islandii. Pancernik odbył kolejną podróż na Islandię 28 września i spędził kolejne dwa miesiące, osłaniając konwoje.
Dwa dni po ataku na Pearl Harbor "Mississippi" opuścił Islandię i popłynął na Pacyfik. Do San Francisco dotarł 22 stycznia 1942, gdzie spędził następne siedem miesięcy na szkoleniach i eskortowaniu konwojów wzdłuż wybrzeża. 6 grudnia, po uczestnictwie w ćwiczeniach w pobliżu Hawajów, okręt popłynął z transportowcami żołnierzy na Fidżi i wrócił na Hawaje 2 marca 1943. 10 maja okręt wypłynął z Pearl Harbor, aby wziąć udział w operacji odbicia przez Amerykę Aleutów. Pancernik ostrzeliwał wyspę Kiska 22 lipca a kilka dni później Japończycy się wycofali. Po przeglądzie w San Francisco "Mississippi" popłynął z San Pedro 19 października, by wziąć udział w inwazji na wyspy Gilberta. Podczas bombardowania atolu Makin 20 listopada na okręcie doszło do wybuchu w wieży artyleryjskiej, podobnego zdarzenia do przedwojennego wypadku. Zginęło 43 członków załogi.
31 stycznia 1944 okręt wziął udział w inwazji na wyspy Marshalla ostrzeliwując Kwajalein. 20 lutego bombardował Taroa, a następnego dnia Wotje. 15 marca atakował Kavieng na Nowej Irlandii. Letnie miesiące okręt liniowy spędził na przeglądzie stoczniowym w Puget Sound.
Po powrocie w strefę walk "Mississippi" wspierał 12 września lądowanie na Peleliu na wyspach Palau. Po tygodniu stałych walk okręt popłynął do Manus, gdzie pozostawał do 12 października. Wtedy opuścił wyspę i asystował w inwazji na Filipiny, ostrzeliwując wschodnie wybrzeże Leyte 19 października. W nocy 24 października pancernik wchodził w skład grupy okrętów liniowych admirała Jesse Oldendorfa i wziął udział w bitwie z japońskimi pancernikami w cieśninie Surigao. W rezultacie serii starć, których częścią była ta bitwa, nastąpiło ostateczne rozbicie japońskiej marynarki, po których już nigdy nie stanowiła ona większego zagrożenia.
"Mississippi" wspierał dalej operacje w zatoce Leyte do 16 listopada, kiedy popłynął w kierunku wysp Admiralicji. Następnie wszedł do zatoki San Pedro 28 grudnia by wziąć udział w lądowaniu na wyspie Luzon. 6 stycznia rozpoczął ostrzeliwanie celów w zatoce Lingayen. Okręt został trafiony przez kamikaze w pobliżu linii wodnej, ale wspierał siły lądowe do 10 lutego. Po odbyciu napraw w Pearl Harbor okręt odpłynął w kierunku Nakagusuku Wan na Okinawie, gdzie 6 maja wspierał amerykańską operację desantową. Jego najcięższe działa zniszczyły budowle obronne w zamku Shuri, który powstrzymywał całą ofensywę. 5 czerwca kolejny samolot kamikaze rozbił się na jego prawej burcie, ale okręt działał w strefie walk na Okinawie do 16 czerwca.
Po ogłoszeniu kapitulacji Japonii "Mississippi" popłynął do Sagami Wan na Honsiu, gdzie dotarł 27 sierpnia jako część wsparcia sił okupacyjnych. Zakotwiczył w Zatoce Tokijskiej i był obecny w miejscu podpisania dokumentu kapitulacji. Do USA okręt popłynął 6 września.

## Okres powojenny

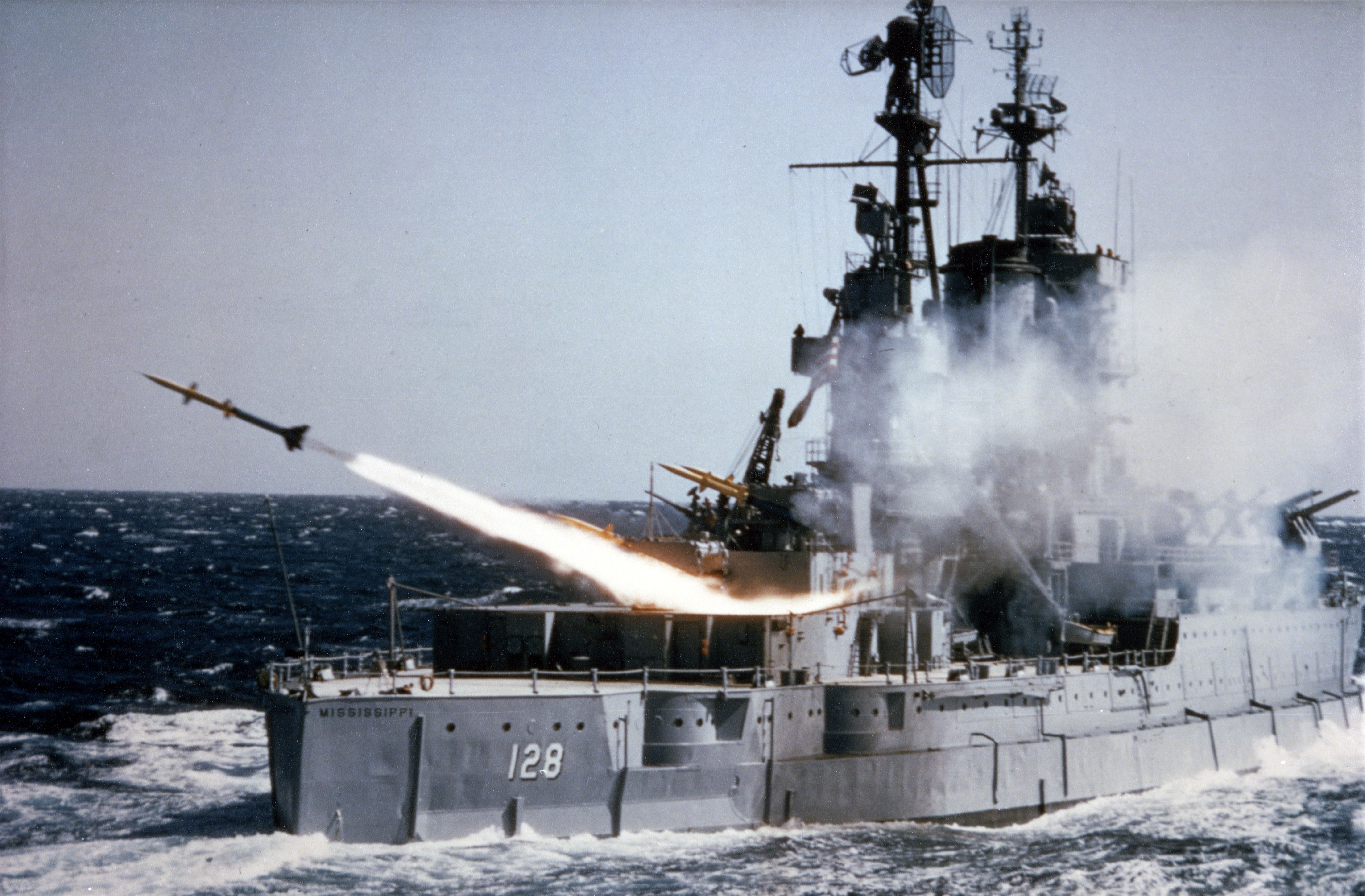
USS "Mississippi" (AG-128)
odpalający rakietę RIM-2 Terrier

Okręt 27 listopada dotarł do Norfolk i tam przeszedł przebudowę na okręt testowy. 15 lutego 1946 zmieniono jego numer burtowy na AG-128. Jako część sił badawczych były pancernik spędził ostatnie dziesięć lat służby jako okręt doświadczalny systemów artyleryjskich i testował nowe bronie. Jego portem macierzystym był stale Norfolk. Okręt pomógł wejść US Navy w erę okrętów rakietowych, gdy sukcesem zakończyło się odpalenie rakiety RIM-2 Terrier 28 stycznia 1953 w pobliżu Cape Cod. Asystował także w ostatecznej ocenie pocisku AUM-N-2 Petrel, rakietotorpedy sterowanej radarem, w lutym 1956.
Pancernik został wycofany ze służby w Norfolk 17 września 1956 i został sprzedany na złom firmie Bethlehem Steel Company 28 listopada tego samego roku.
Mississippi otrzymał osiem odznaczeń battle star za służbę w czasie II wojny światowej.